# Chaim Korfu
 Chaim Korfu (hebräisch חיים קורפו‎; * 6. Januar 1921 in Jerusalem, Völkerbundsmandat für Palästina; † 23. Februar 2015) war ein israelischer Politiker und Minister.

## Leben

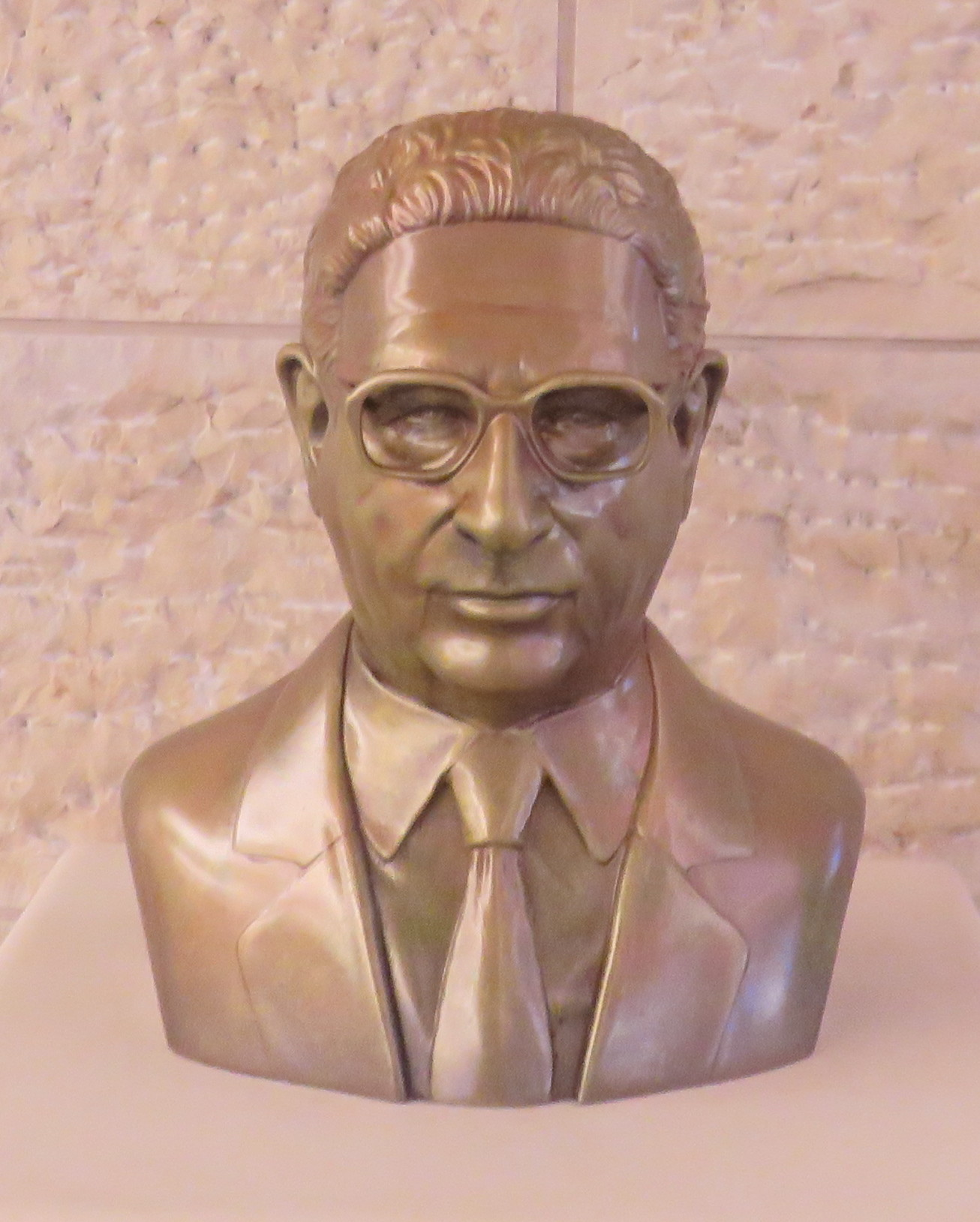
Büste am Flughafen Tel Aviv

Er studierte auf religiösen Schulen und Jeschiwot und besuchte Seminare für Religionslehrer. 1937 war er bei der terroristischen Untergrundorganisation  Irgun und Mitglied des „Irgun command“ in Jerusalem. Während dieser Zeit spielte er als Stürmer für Beitar Jerusalem. Er benutzte seine Lehre als Elektriker, um Briefbomben zu bauen, explodierende Bonbonnieren mit Konfekt und explodierenden Mänteln. Nach Inhaftierung durch die Briten nutzte seine Fähigkeiten als Elektriker, um zu entkommen.
Nach der Gründung des Staates Israel studierte er Rechtswissenschaften an der Hebrew University of Jerusalem und wurde Jurist.
Von 1969 bis 1992 war er von der 7. bis zur 12. Legislaturperiode Knessetabgeordneter. Von 1969 bis 1974 war er Knessetabgeordneter der Gahal, von 1974 bis 1992 war er Knessetabgeordneter der Likud, von 1981 bis 1988 war er israelischer Verkehrsminister.